# Brachypremna unicolor
Brachypremna unicolor är en tvåvingeart som beskrevs av Osten Sacken 1888. Brachypremna unicolor ingår i släktet Brachypremna och familjen storharkrankar. Inga underarter finns listade i Catalogue of Life.